# Odznaka „Zasłużony Pracownik Gospodarki Terenowej i Ochrony Środowiska”
Odznaka „Zasłużony Pracownik Gospodarki Terenowej i Ochrony Środowiska” – polskie resortowe odznaczenie w formie dwustopniowej (złotej i srebrnej) odznaki, ustanowionej 12 lipca 1973.
Nadawana była przez Ministra Gospodarki Terenowej i Ochrony Środowiska jako zaszczytne wyróżnienie zawodowe dla najbardziej zasłużonych pracowników resortu gospodarki terenowej i ochrony środowiska, wyróżniającym się sumiennym wykonywaniem obowiązków w pracy zawodowej i społecznej, wykazującym szczególną dbałość o mienie społeczne i odznaczającym się wysokim poziomem moralnym.
Odznakę noszono na prawej stronie piersi.
Odznaczenie zostało zniesione 10 maja 1985 ustanowieniem Odznaki honorowej „Za zasługi dla gospodarki przestrzennej”.